# NGC 5414
NGC 5414 este o radiogalaxie situată în constelația Boarul. A fost descoperită în 25 aprilie 1883 de către Ernst Wilhelm Tempel. Se află la o distanță de 71,45 de megaparseci de Pământ.